# Фёдоровское (Костомский сельский округ)
Фёдоровское — деревня в Костомском сельском округе Ореховского сельского поселения Галичского района Костромской области России.

## История
Согласно Спискам населенных мест Российской империи в 1872 году сельцо Фёдоровское относилось к 1 стану Галичского уезда Костромской губернии. В нём числилось 2 двора, проживало 16 мужчин и 16 женщин.
Согласно переписи населения 1897 года в усадьбе Фёдоровское проживало 49 человек (22 мужчины и 27 женщин).
Согласно Списку населенных мест Костромской губернии в 1907 году усадьба Фёдоровское относилась к Новографской волости Галичского уезда Костромской губернии. По сведениям волостного правления за 1907 год в ней числилось 9 крестьянских дворов и 48 жителей. Основным занятием жителей усадьбы, помимо земледелия, был плотницкий промысел.
До муниципальной реформы 2010 года деревня также входила в состав Костомского сельского поселения.

## Население
| 2008 | 2010 | 2012 | 2014 |
| ---- | ---- | ---- | ---- |
| 1    | ↗15  | ↗22  | ↘0   |